# Лаце, Рената Николаевна
Рената (Ренате) Николаевна Лаце (латыш. Renāte Lāce; 18 февраля 1943, Рига — 3 марта 1967, Рига) — советская латвийская легкоатлетка, специалистка по бегу на короткие дистанции. Выступала за сборную СССР по лёгкой атлетике в 1960-х годах, обладательница бронзовой медали чемпионата Европы, трёхкратная чемпионка Всемирных Универсиад, победительница и призёрка первенств всесоюзного значения, участница летних Олимпийских игр в Токио. Представляла Ригу и спортивное общество «Даугава». Мастер спорта СССР.

## Биография
Рената Лаце родилась 18 февраля 1943 года в Риге.
Начала заниматься лёгкой атлетикой в 1958 году. Училась в Рижском техническом институте, выступала за Латвийскую ССР и добровольное спортивное общество «Даугава» (Рига).
Впервые заявила о себе на всесоюзном уровне в сезоне 1963 года, когда на чемпионате страны в рамках III летней Спартакиады народов СССР в Москве выиграла бронзовую медаль в 100-метровом беге. Будучи студенткой, представляла Советский Союз на Всемирной Универсиаде в Порту-Алегри, где трижды поднималась на пьедестал почёта: одержала победу в беге на 100 метров и в эстафете 4 × 100 метров, тогда как в дисциплине 200 метров стала серебряной призёркой.
В мае 1964 года на соревнованиях в Леселидзе установила свой личный рекорд на 100-метровой дистанции — 11,4. Благодаря череде удачных выступлений удостоилась права защищать честь страны на летних Олимпийских играх в Токио — в индивидуальном беге на 100 метров остановилась на стадии полуфиналов, в то время как в эстафете 4 × 100 метров вместе с соотечественницами Галиной Гайдой, Людмилой Самотёсовой и Галиной Поповой заняла в финале четвёртое место.
В 1965 году на чемпионате СССР в Алма-Ате взяла бронзу в дисциплинах 100 и 200 метров, а также с командой Латвийской ССР получила серебро в эстафете 4 × 100 метров. На Универсиаде в Будапеште финишировала четвёртой в индивидуальном беге на 100 метров и вновь выиграла эстафету.
В 1966 году добавила в послужной список бронзовую награду, полученную на дистанции 100 метров на чемпионате СССР в Днепропетровске. На чемпионате Европы в Будапеште не смогла преодолеть предварительный квалификационный этап в беге на 100 метров, закрыла десятку сильнейших в прыжках в длину, выиграла бронзовую медаль в эстафете 4 × 100 метров. Помимо этого, победила в эстафетах 4 × 100 и 4 × 200 метров на проводившемся отдельно чемпионате СССР по эстафетному бегу в Ленинакане.
Умерла от внезапной болезни 3 марта 1967 года в Риге в возрасте 24 лет.